# Greatest Hits (Elton John)
Elton John's Greatest Hits è la prima raccolta dei principali successi dell'artista britannico Elton John.

## Descrizione
Fu pubblicato l'8 novembre 1974. Dall'album rimasero esclusi alcuni brani quali per esempio Step Into Christmas, Lucy in the Sky with Diamonds (cover dell'omonima versione dei Beatles), The Bitch Is Back, Tiny Dancer e Levon, che nonostante tutto avevano avuto nel minore dei casi un buon successo. Comunque, alcune di queste tracce saranno incluse nel successivo Elton John's Greatest Hits Volume II (1977). Your Song e Border Song erano tratte dall'album Elton John, che lo fece conoscere al grande pubblico, Daniel e Crocodile Rock dall'album Don't Shoot Me I'm Only the Piano Player, Rocket Man e Honky Cat dall'album Honky Château, mentre i restanti brani Goodbye Yellow Brick Road, Saturday Night's Alright (For Fighting) e Candle in the Wind (Bennie & The Jets al posto di quest'ultima negli Stati Uniti e in Canada) provenivano dal doppio Goodbye Yellow Brick Road. Infine, Don't Let the Sun Go Down on Me costituiva la nona traccia dell'LP Caribou.
Elton John's Greatest Hits ebbe un grandioso successo commerciale, con oltre 17 milioni di copie vendute (rimase al primo posto per dieci settimane negli Stati Uniti risultando il disco più venduto dell'anno, per undici nel Regno Unito e per cinque in Australia), diventando quindi per diciassette volte disco di platino. È al sedicesimo posto nella classifica riguardante i 50 album più venduti negli USA. La rivista Rolling Stone lo ha inserito al 135º posto nella sua lista dei 500 migliori album di tutti i tempi, mentre compare al 117º posto nella classifica dei 500 migliori album in classifica stilata dall'emittente radiofonica Capital Gold nel 2006.
Nel 1992 fu pubblicato come CD con incluse sia Bennie & The Jets (traccia 7) che Candle in the Wind (traccia 8), mentre nel 1995 uscì in Giappone con espansione.

## Le tracce
Tutte le canzoni sono firmate Elton John/Bernie Taupin.

### CD 1992
1. Your Song
2. Daniel
3. Honky Cat
4. Goodbye Yellow Brick Road
5. Saturday Night's Alright (For Fighting)
6. Rocket Man
7. Bennie & The Jets
8. Candle in the Wind
9. Don't Let the Sun Go Down on Me
10. Border Song
11. Crocodile Rock

### CD giapponese 1995
1. Your Song
2. Skyline Pigeon
3. Daniel
4. Crocodile Rock
5. Goodbye Yellow Brick Road
6. Take Me to the Pilot
7. Rock n Roll Madonna
8. Candle in the Wind
9. Don't Go Breaking My Heart (con Kiki Dee)
10. Honky Cat
11. Saturday Night's Alright for Fighting
12. Rocket Man
13. Don't Let the Sun Go Down on Me
14. Border Song
15. It's Me That You Need

## Classifiche
| Anno | Classifica                                | Posizione |
| ---- | ----------------------------------------- | --------- |
| 1974 | Billboard 200                             | 1         |
| 1975 | Billboard 200                             | 1         |
| 1975 | Australian Kent Music Report Albums Chart | 1         |
| 1974 | Regno Unito                               | 1         |
| 1975 | Regno Unito                               | 1         |